# 不动产征收

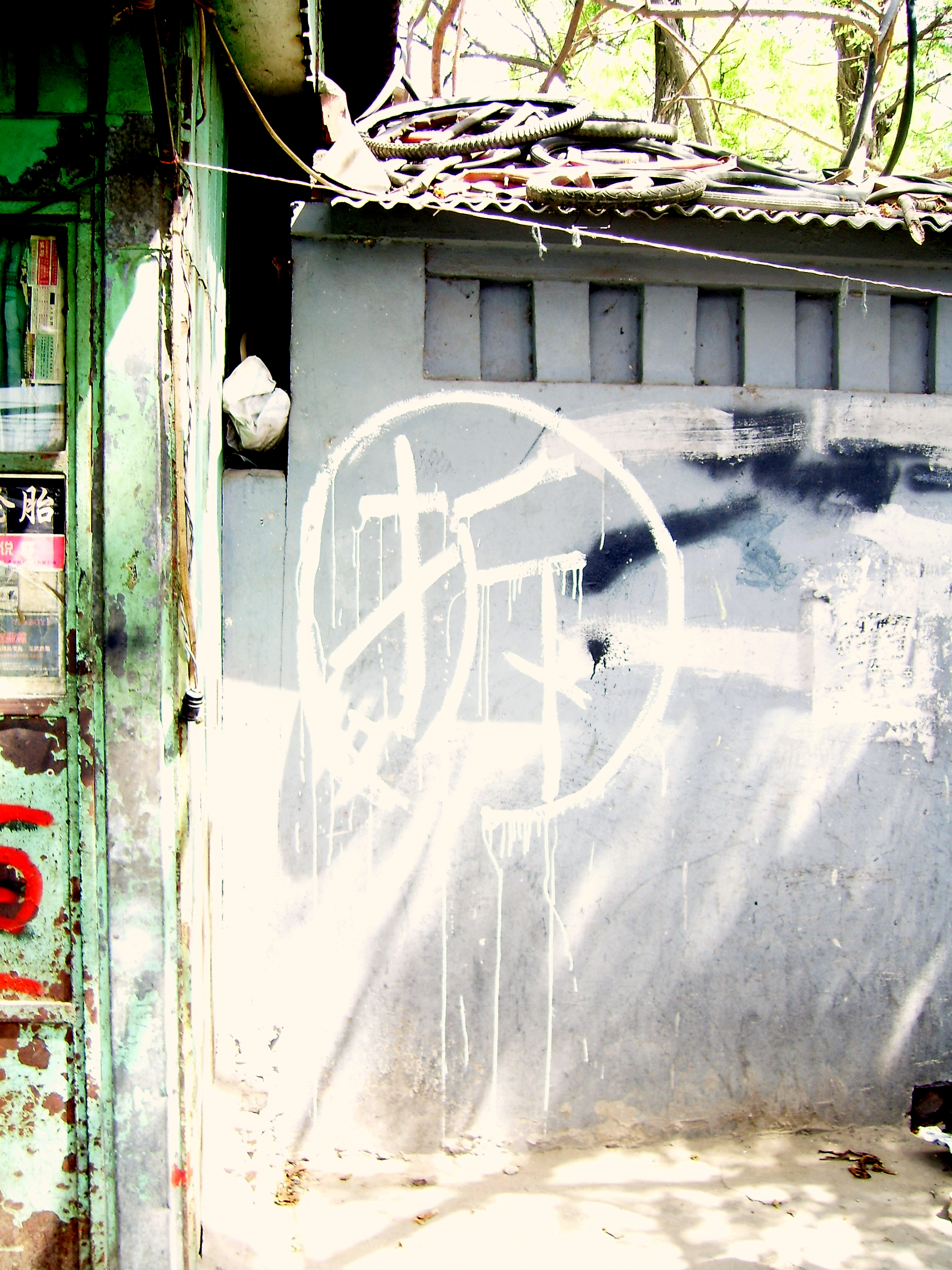
中国城市中常见的将被拆迁的建筑，墙壁上写了一个大大的“拆”字，摄于北京。

不动产征收:59、征收是一种政府行政行为。係指政府為促進物品利用、增進公共利益为目标，基於政府公權力，依法定程序，强制收取當事者的不動產，並給予當事者相當補償之行為。常见征收物有土地、建筑物（房屋）、林木、农作物、管道等:3。相对的動產征收，或称为征用。
政府对土地及所属房屋的征收是民众关注的行为，然而因為土地涉及的權屬、利益關係複雜，濫權、不當徵收、超徵常引起民怨。與此同時，有部份長期居住的居民拒絕搬遷，形成釘子戶，土地徵收的難度亦因此提高。此外，政府因城市规划、文物保护等多种以实现公共利益为目的，没有动用征收权，但使當事者不动产财产权遭受了过度限制的情况，则被称准征收:Ⅰ。

## 现代

### 中国大陸
按照现行法律，中华人民共和国政府是中国土地的实质所有者和管理者。在徵收方面（拆迁）所做的表面上的法制化是2000年之後，中國面對的極大考驗。一部分學者認為，認同徵收或將徵收制度化是中國邁向國際化的一個重要關卡。可是又有部分學者認為將徵收法制化，即全面否定社会主义公有制，也就是全面「姓資」。兩方都出現了嚴重分歧及难以妥協的差距。
不过对于中國政府出台的《物權法》草案第49條規定的「為了公共利益的需要，縣級以上人民政府依照法律規定的權限和程序，可以徵收、徵用單位個人的不動產或者動產。」兩方學者都不滿該法條的立法精神。
2012年2月，中国人民大学和美国农村研究所等研究机构1999年以来对中国17个农业大省和自治区的地权调查显示，地方政府对于失地农民补偿的平均金额为每亩1万8739元人民币。然而，卖地的平均价格为每亩77万8000元，是征收价格40多倍。其中差价大部分成为了政府土地出让金收入。这种双重价格的标准极大侵害了农民的利益，也是造成群体性事件多发的主因。
2004年的相关研究文章指出，在中国经济调整增长阶段，社会对发展经济、增加就业有较高期望的背景下，政府为招商引资、本地开发，“对拆迁、征收具有较强的冲动”。并在可预见的未来，不会发生根本改变:64。

### 美国
《美國憲法第五修正案》规定：“……未经公正补偿，私有财产不得被征收而为公共使用。”日后，相关判例依据此条规定，将政府征收行为的目的限定为“公共使用”。美国法院对“公共使用”形成广义、狭义两种观点。分别是：一、狭义观点：非直接为公众所用不属于公共使用；二、广义观点：公共目的论:59—60。
二战以后，广义观点成为美国最高法院的判例观点。美国最高法院判决的1954年伯尔曼诉帕克案和1984年夏威夷房屋管理局诉米德基夫案，以及密歇根州最高法院判决的1981年波利敦社区委员会诉底特市案是构成美国现代征收判例法的重要判例:60。
2005年凯洛诉新伦敦市案是美国征收判例法的最新发展。美国最高法院以5:4的接近票数通过，使之成为引发美国社会极大争议的判例:63。

## 研究理论
台湾有研究认为，政府在处理征地事务上，需要讓被徵收土地者可以有機會表達意見，同时抵價地的原有地主之權益亦應被同步重視。其指出不論是一般徵收或區段徵收，皆為國家動用公權力強制處理人民的財產的作為，應視為是最後不得以之處理手段。征用事宜中政府更需要維護公益性、必要性與比例原則，避免引爆抗爭与增加行政和社會成本。